# Joseph Williams
Joseph Stanley Williams (Santa Mónica, California, 1 de septiembre de 1960) es un cantante de rock estadounidense y compositor de partituras de cine, más conocido por su trabajo en el grupo de rock Toto, del que fue vocalista desde 1986 a 1989, y de nuevo desde 2010 hasta el presente. Es hijo del compositor de cine John Williams y la actriz y cantante Barbara Ruick y nieto del baterista de jazz Johnny Williams y de los actores Melville Ruick y Lurene Tuttle.

## Carrera
Williams fue vocalista principal con Toto a mediados de los años 80 y fue ofrecido en los álbumes Fahrenheit (1986) y The Seventh One (1988) antes de irse debido a problemas personales. También puede ser escuchado en el álbum Toto XX (1998), una recopilación de canciones raras e inéditas. Se presenta en el álbum de 2006 de Toto, Falling in Between, compartiendo voz principal con Steve Lukather en "Bottom of Your Soul". Además de su lugar invitado en Falling In Between, Williams fue un cantante invitado en varios conciertos de Toto.
Desde 2010, Joseph será una vez más cantante principal de Toto. Reensambló la banda durante su gira de la reformación y ha viajado con ellos desde entonces. Realizó vocales principales en el álbum y DVD del concierto del "35.o aniversario: Vivo en Polonia", así como en Toto XIV.
Williams lanzó su primer álbum solista en 1982. Después de su mandato con Toto, ha lanzado varios más. Muchos de los miembros de Toto han contribuido a su trabajo en solitario a través de los años. En 2003, lanzó un álbum llamado Vertigo, un proyecto que inició, pero donde no estaba a cargo completo de la producción, sólo grabando y suministrando la voz. El segundo álbum de Vertigo, "Vertigo 2", fue lanzado en 2006. Williams lanzó un álbum de versiones de artistas de renombre como Elton John, Bryan Adams, Diane Warren y Kevin Cronin en 2006, llamado Two of Us, con piano y Voz solamente. Regresó con otros dos discos de voz y piano en 2007, Smiles and Tears, que también constaba de clásicos éxitos de artistas populares. Su último álbum en solitario con canciones originales, This Fall, fue lanzado en noviembre de 2008.
- Datos: Q957024
- Multimedia: Joseph Williams (musician) / Q957024